# 理神論
理神論（りしんろん、英: deism）とは、神の存在を啓示によらず合理的に説明しようとする立場。

## 概略
宇宙の創造主としての神の実在を認めるが、聖書などに伝えられるような人格的存在だとは認めない。神がおこなったのは宇宙とその自然法則の創造だけで、それ以降、宇宙は自己発展するとする。人間理性の存在をその論の前提とし、奇跡・啓示・預言などによる神の介入はあり得ないとして排斥される。神の存在を認めるという点において、有神論（theism）の一つと言えるが、啓示を肯定する他の立場との対比から、有神論とは区別する場合もある。日本では板垣退助が、神道の立場からこれを主張し『聖書』の内容を「荒唐無稽な妄想」と批判した。
理神論は啓蒙時代に流行した。17世紀のスピノザらを起源として、イギリスで論争が起こり、18世紀のフランス・ドイツの啓蒙思想家（フィロゾーフ）たちに受け継がれ、フランス革命期の「最高存在の祭典」の思想的背景になった。

## 起源
16世紀のソッツィーニ派によって、すでに宗教上の意見の相違を迫害によって解決することが罪であるという考えが提出され、イギリスではその見解はユニテリアンと呼ばれる人々によって擁護された。ユニテリアンは1840年代になるまで市民権を得られなかったとはいえ、その他のプロテスタントでも信仰の基礎を教会の権威にではなく、論証の上に築くことを目指す。そのさい神学者たちが根拠としたのは、聖書とならんで理性であった。
1624年チャーベリーのハーバート卿は『真理について』を公刊して、自然宗教の5つの基本命題をあげた。それは(1)神の存在、(2)神を礼拝する義務、(3)経験と徳行の重要性、(4)悔悟することの正しさ、(5)来世における恩寵と堕罪の存在を信じること、などである。
50年後にスピノザが『神学政治論』において、(1)神の存在、(2)単一性、(3)遍在性、(4)至高性、などの箇条を列挙して、「神は博愛心と正義心によって崇拝されなければならず、神に従うものは救われ従わないものは滅びるが、悔い改めるものの罪は必ず許されるであろう」ことを主張した。
ハーバート卿とスピノザの宗教は、とくにキリスト教だけに当てはまる条件ではないところに問題があると、神学者たちは考えた。では旧来のキリスト信仰とこの新しい普遍宗教は矛盾がないのだろうか、またキリスト教の唯一の基礎である聖書の記述は、普遍宗教の条件から見て真理を現しているといえるのか。
スピノザは『神学政治論』で、聖書それ自体も同じように歴史的批判にさらされなければならないことを提唱し、理神論への道を開いた。しかしスピノザは生前は無神論者であるという人身攻撃を受け、イギリスではいわゆる「理神論論争」が始まった。

## 理神論論争
1695年にロックが『キリスト教の合理性』で、理性の権威と聖書の権威が両立することを証明しようと努めたが、それでも「救済の条件を不当に低めて、異端者が救われるようにした」というとがめを受けた。ロックが知性の力で支持できない教説の地位を下げたことをさらに進め、1696年にジョン・トーランドが『キリスト教は秘蹟的ならず』を著し、キリスト教の本質は道徳の掟に他ならず、後世の教会が設けた教義はキリスト教の信条を独断的に改ざんしたものである、と主張した。キリスト教から秘蹟を追放しようとする彼の企ては、人間の認識というものが神に関する知識におよぶものなのか、それともロックやトーランドの反対者が言うように「神の存在とは理性を超えるもの」なのかという問題を提起し、ヒュームの懐疑主義により「神が存在するかどうかは、人間には認識できない」という形で一時は解決する。
理神論論争における論敵同士は、自然法則を再構成する能力を理性に認める点で一致している。理神論者の多くは、聖書が神に由来するものであることを認めた。つまり立派なキリスト教徒でなおかつ理神論者であることは可能であった。日本においては、板垣退助が同様に「自身は神道の信者である」と主張しながら、同時に理神論を唱えた（『神と人道』）。これらの似たもの同士で行われた論争は1750年より以前に終熄し、『政治的正義』の著者で無政府主義者のゴドウィンは「騒ぎから50年たった今では、過去にまるで論争がなかったのと同じである」と言うことができた。

## フランスとドイツ

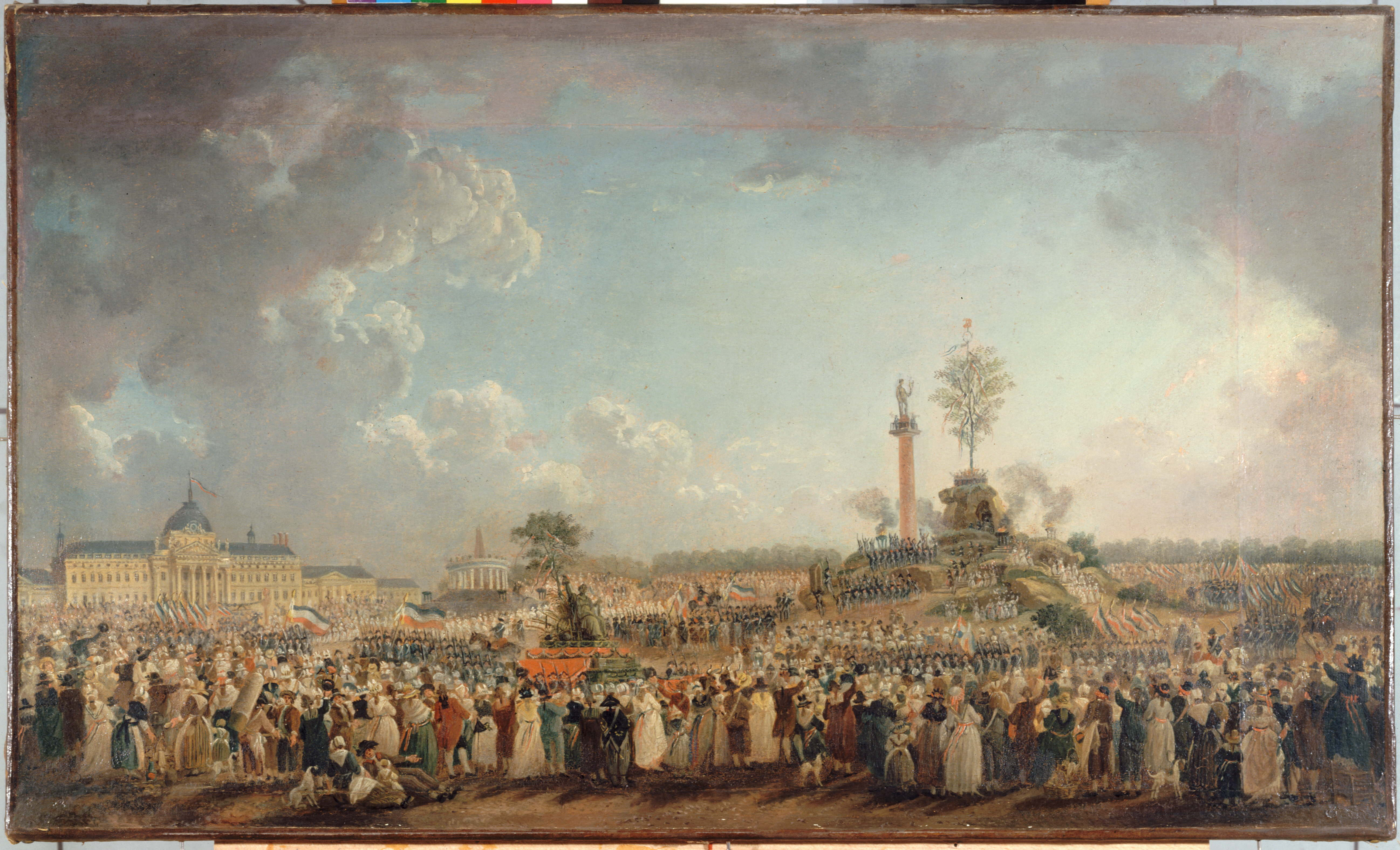
最高存在の祭典

イギリス理神論をフランスで嗣いだのはヴォルテールである。イギリスでは論争になるだけの見解でも、カトリック教会が権威をもっているフランスでは異端邪説となった。ヴォルテールは「神がもし存在しないなら、創り出す必要がある」と言った奇妙なキリスト教徒であった。彼はキリスト教にまつわるさまざまな伝説・聖物を笑いものとし、無神論の手前まで進んだ。コンディヤック、エルヴェシウス、ドルバック、ラ・メトリなどはデカルトの機械論を受け継いでおり、理神論者とほとんど区別がつかない。彼らは人間を機械の一種と見なしているのでそれを最初に創造した機械工（神）を想定しないわけに行かないからだ。
ルソーが『エミール』第4巻で披露する有神論は、理性ではなく感情に基礎をおいている。その自然宗教では特定の人間に示されるような啓示は必要ない、とされている。ルソーの「有神論」はロベスピエールに受け継がれ、フランス革命が過激化した時期に「理性の崇拝」に反対して挙行された「最高存在の祭典」にあらわれている。
ドイツにおける理神論の代表者はレッシングである。ただレッシングはキリスト教について固定した立場をとらず、「論証によって信仰を強制しよう」とする理神論者についても反対していた。戯曲『賢人ナータン』には、ユダヤ教・キリスト教・イスラム教のうち、どの宗教を選ぶかよりも「人間であることで十分だ」というテーマが扱われた。
カントは『純粋理性批判』で理神論者が使った神の存在証明すべてが無効であることを証明したが、『実践理性批判』では神は理性によって認識されるものではなく、意志によって要請される存在として考えられ、ヘーゲルはカントのこのような神の論証を「矛盾の巣」と呼んだ。理神論はカントの手によって一度は殺されて、彼自身の手で復活させられたわけである。

## 参考書籍
- L.スティーヴン　『十八世紀イギリス思想史　上巻』　中野好之訳、筑摩書房、初版1969年
- H.ハイネ　『ドイツ古典哲学の本質』　伊東勉訳、岩波文庫、ISBN 4003241851